# Agrostis poluninii
Agrostis poluninii é uma espécie de gramínea do gênero Agrostis, pertencente à família Poaceae.